# Fernando Osórez
Fernando Osórez (p. m. siglo XIV-17 de septiembre de 1382), maestre de la Orden de Santiago.

## Vida

### Primeras apariciones
Era hijo del hidalgo Osorio Pérez, caballero santiaguista, y una mujer soltera, quizás hermana del maestre Gonzalo Mexías. A finales de abril de 1360, de acuerdo a la Crónica del rey don Pedro y del rey don Enrique su hermano, hijos del rey don Alfonso Onceno, ya aparece desempeñándose como comendador mayor de León. En la batalla de Nájera del 3 de abril de 1367 combatió junto a Enrique de Trastámara, futuro Enrique II de Castilla, situándose en el ala derecha del despliegue, al lado del comendador mayor de Castilla. Fue hecho prisionero por las fuerzas de Pedro I pero pronto pudo recuperar su libertad.
El 30 de septiembre de 1369 aparece confirmando el fuero dado por el maestre de Santiago, Gonzalo Mexía, a la actual villa de Castilleja de la Cuesta. Se halló en la asamblea que para la repoblación de dicho lugar se celebró en Sevilla el 6 de junio de 1370 y, poco antes, parece que había acudido a Carmona a negociar el intercambio de presos con el exmaestre de la Orden de Calatrava, Martín López de Córdoba, que apoyaba a Pedro I como monarca legítimo de Castilla.

### Maestre de la Orden de Santiago
Tras el fallecimiento de Mexía, los trece de la Orden se reunieron en agosto-septiembre de 1370 y lo designaron maestre de la Orden de Santiago. El papa Gregorio XI hubo de legimitar su investidura a través de una carta emitida desde Aviñón el 21 de mayo de 1371. Al mismo tiempo, Fernando negociaba con Martín López de Córdoba un acuerdo para que entregase Carmona al rey.
Logrado dicho empeño, a mediados de junio de 1371 se lo documenta en Jerez de la Frontera, atendiendo algunos problemas que el paso del realengo a la jurisdicción santiaguista había provocado en la ciudad. El 1 de septiembre del mismo año, desde Tarancón (Cuenca), confirmó a Santa Cruz de la Zarza una concesión del antiguo maestre Gonzalo Mexía. En noviembre de 1372 se encontraba en Ocaña, en lo que fue el preludio de la invasión castellana a Portugal, y el 30 de abril de 1374 confirmó desde Roa, región de Burgos, una merced expedida por el monarca en favor de su camarero real. Un año antes, Enrique II le había concedido una pensión anual de 400 florines de oro en las salinas de Belinchón, a cambio de la cesión de ciertas propiedades en la diócesis de Lérida.
En marzo de 1376 se encontraba en Sevilla; poco más tarde, en el mes de mayo, la documentación permite localizarlo en Montemolín (Badajoz), donde trató asuntos relacionados con algunas encomiendas de la Orden de Santiago situadas en tierras francesas. Al mismo tiempo, también se ocupó de lo relacionado con la bendición del nuevo pendón de la Orden por parte del papa Gregorio XI, acto que se celebró en Marsella en el mes de septiembre. En enero de 1377 estaba de nuevo en Uclés, desde donde, ya el 20 de septiembre de 1379, le concedió a Pedro Fernández de Híjar la ecomienda aragonesa de Montalbán.
En enero de 1380 recibe del nuevo monarca, Juan I, varias mercedes, una de ellas relacionada con la reconstrucción de la iglesia de Santa María del Páramo, en Cerratos. El 28 de julio estuvo en Llerena confirmando a Fuente de Cantos ciertos privilegios concedidos por maestres anteriores. Muy probablemente haya asistido a las Cortes celebradas en Soria unos meses después, en septiembre de 1380. El 10 de diciembre aparece en Jerez de los Caballeros y el 2 de enero de 1381 vuelve a localizarse en Llerena. Fue en junio cuando, acompañado del maestre de Alcántara, realizó una incursión por tierras portuguesas obteniendo un abundante botín.
Tras una tregua de facto con Portugal, Fernando Osórez fue protagonista de un singular episodio que evitó la reanudación de las hostilidades. En efecto, esquivado el enfrentamiento entre ambos ejércitos junto al río Caya, el monarca castellano se dispuso a firmar un nuevo tratado con los emisarios portugueses. Ordenó a su canciller de asuntos secretos que leyese el documento, pero cuando llegó al punto en el que se disponía que los castellanos habían de entregar todas las galeras y prisioneros de la batalla naval de Saltes, el rey dijo que entregaría los prisioneros pero, ciertamente, no haría lo mismo con las galeras citadas; el desacuerdo volvió a repetirse poco después, cuando se leyó el capítulo que estipulaba que los ingleses habían de volver a su tierra de origen en barcos de Castilla. Tensada la situación a punto de que Juan I declaró preferir la guerra antes que aceptar dichas cláusulas, Vázquez de Acevedo le informó la situación al maestre de Santiago, que se había presentado hasta la tienda real, y éste se dirigió a su rey de la siguiente manera:

Señor, ¿cómo es posible que por veintidós galeras podridas, que no valen nada, y por emprestar cuatro o cinco naos que no cuestan dinero, dudéis vos en firmar este acuerdo? Ciertamente tal cosa no es para volver a la guerra, y si lo hacéis por el coste de la operación yo me ofrezco para que la Orden de Santiago pague las despensas que en ella se hicieren.
Fernao López, Crónica do senhor rei dom Fernando....

Tras ello, el maestre le tomó la mano al monarca y, sonriendo le dijo: «Ahora, señor, os pido que firméis y que tal mengua no pese sobre vuestra persona».
Fernando falleció el 17 de septiembre de 1382 y fue enterrado, al igual que su antecesor Gonzalo Mejía, en el monasterio de Tentudía, cerca de Calera de León (Badajoz).

## Matrimonio y descendencia
Al parecer, el maestre contrajo matrimonio con María Fernández, hija de Fernán Yáñez de Villagarcía y de Elvira García, nieta esta del maestre santiaguista Garci Fernández de Trujillo. Con ella tuvo a:
- Beatriz Osórez, que casó con Alfonso Fernández de Villaseñor.[15]
- Juan Osórez, comendador de Azuaga.[15]
- Diego Fernández de Aguilar, que fue uno de los rehenes entregados a los portugueses para garantizar el cumplimiento del pacto alcanzado en 1381.[20]

| Predecesor: Gonzalo Mexías | Maestre de la Orden de Santiago 1370 – 1382 | Sucesor: Pedro Fernández Cabeza de Vaca |